# Maia Kobayashi
Maia Kobayashi (小林 麻衣愛, Kobayashi Maia), née le 14 août 1988 à Tokyo, est une chanteuse et idole japonaise, ayant travaillé sous divers noms de scène, ex-membre leader du groupe féminin Chu-Z et, bien auparavant, membre des groupes Vanilla Beans et Idoling!!!.

## Biographie
Maia débute en 2005 à 17 ans une carrière dans le mannequinat sous le nom de Maia Yuzuki (弓月まいあ).
Elle entame une carrière musicale à l'âge de 18 ans vers mi-2007 en formant le duo d'idoles de shibuya-kei, Vanilla Beans, sous le nom de scène Rika (リカ) avec un autre membre surnommé Rena. Avec ce groupe, elle n'enregistre qu'un seul disque qui sort en octobre 2007 avant d'être remplacée par un autre membre en mars 2008 pour joindre le 7 avril un autre groupe d'idoles Idoling!!! en tant que membre de la 2e génération avec un numéro (#10), sous le nom de Maia Kobayashi. Mais elle ne participe à aucun enregistrement des chansons de ce groupe et n'apparaîtra que dans ses émissions TV car le mois suivant, elle est finalement diplômée du groupe le 29 mai suivant afin de se consacrer pleinement à ses études.
Maia disparaît du monde du divertissement pendant quelques années et reprend son statut d'étudiante.
En 2012, elle fait son retour dans la musique dans une autre agence à l'âge de 24 ans sous le nom de Maia (麻衣愛), quatre ans après son retrait, en tant que membre et leader du groupe d'idoles Chu-Z nouvellement formé à la même année.
Maia a annonce début décembre 2016 vouloir quitter son groupe. La jeune femme, âgée de 28 ans, a décidé de quitter le groupe, en raison de son âge (âge très élevé pour des idoles) et pour poursuivre son propre chemin, mais en restant le domaine du divertissement ; elle a également songé à entamer des projets en solo dans les années à venir. Après l'arrivée de nouveaux membres en septembre 2016, elle a pensé qu'il était tant pour elle de passer le flambeau à la nouvelle génération des Chu-Z. Son dernier concert avec le groupe d'idoles et la cérémonie de graduation ont eu lieu le 20 janvier 2017 au Tsutaya O-West à Tokyo, où elle a remercié les autres membres des Chu-Z et les fans pour leur grand soutien.

## Groupes
- Vanilla Beans (2007-2008)
- Idoling!!! (2008)
- Chu-Z (2012-2017)

## Discographie en groupe

### Avec Vanilla Beans
Single
1. 3 octobre 2007 - U ♡ Me

### Avec Chu-Z
Albums
1. 9 juillet 2014 : Chu-Z My Music
2. 9 mars 2016 : Chu-Z My Selection

Singles
- 20 février 2013 : Chu-Z my Life
- 10 juillet 2013 : Chu Me Now!! / Bow Wow
- 30 octobre 2013 : a.no.ne
- 1er décembre 2015 : Gimme a chance! (ギミアチャンス！?)
- 1er octobre 2014 : Bombastic! (ボンバスティック！?)
- 11 février 2015 : Hana no Arch / Brand Boy (花のアーチ/Brand Boy?)
- 1er juillet 2015 : Tell Me Why Umaretekita Imi wo Shiritai (Tell me why 生まれて来た意味を知りたい?)
- août 2016 : 1/4 no Mune no Shōdō (1/4の胸の衝動?)
- 16 novembre 2016 : Mada Kimi ga Suki de / Meow! / Keep Me Out Of Heaven (まだ君が好きで / Meow! / Keep Me Out Of Heaven?)

## Divers

### Émissions TV
- 2005 : Idol Michi (アイドル道?)
- 7-15 avril 2008 : Idoling!!! (アイドリング!!!?)
- 17 avril 2008 : Idoling!!! Nikki (アイドリング!!!日記?)